# Speyeria eurynome
Speyeria eurynome är en fjärilsart som beskrevs av Edwards 1872. Speyeria eurynome ingår i släktet Speyeria och familjen praktfjärilar. Inga underarter finns listade i Catalogue of Life.